# FC CSKA 1948 Sofia
El FC 1948 Sofía (en búlgaro: ФК 1948 София) es un club de fútbol búlgaro de Bistritsa. El equipo disputa sus partidos en el "Bistritsa" y juega  en Primera Liga de Bulgaria.

## Historia
FC 1948 nació de las aspiraciones de un grupo de miembros del club CSKA Sofia que en desacuerdo con la fusión del PFC CSKA Sofia y Litex Lovech formaron su propio club en 2016.
El club fue fundado el 19 de julio de 2016 y comenzó desde el nivel más bajo del fútbol búlgaro en la temporada 2015-16. El equipo ganó sucesivamente el grupo del distrito A, la Tercera Liga y la Segunda Liga Profesional de Bulgaria. En la temporada 2019-2020 se encontraba en el liderato de la segunda división y por la pandemia del COVID-19. Se decretó finalizada la temporada logrando convertirse campeón y ascendiendo la Primera Liga de Bulgaria por primera vez en la historia.
En la temporada 2022-2023 llega a la final de la Copa de Bulgaria perdiéndola contra el Ludogorets Razgrad y en la Primera Liga de Bulgaria queda 3º, lo cual le permite debutar en la UEFA Conference League.

## Uniforme
| Periodo   | Uniforme | Sponsor |
| --------- | -------- | ------- |
| 2016      | Erreà    | Ninguno |
| 2017–2020 | Erreà    | Efbet   |
| 2020–2023 | Adidas   | Efbet   |
| 2023–     | Puma     | Efbet   |

## Palmarés
- Segunda Liga de Bulgaria:1

2019-20
- Tercera Liga del Sureste: 1

2017-18
- Primera Liga de Sofia: 1

2016-17

## Participación en competiciones de la UEFA
| Temporada | Torneo                 | Ronda             | Club                | Casa | Visita    | Global |
| --------- | ---------------------- | ----------------- | ------------------- | ---- | --------- | ------ |
| 2023–24   | UEFA Conference League | 2° Clasificatoria | FCSB                | 0–1  | 2–3       | 2–4    |
| 2024–25   | UEFA Conference League | 2° Clasificatoria | Budućnost Podgorica | 1–0  | 1–1 (aet) | 2–1    |
| 2024–25   | UEFA Conference League | 3° Clasificatoria | Pafos               | 2–1  | 0–4 (aet) | 2–5    |

## Entrenadores
| Nombre                   | País     | Desde      | Hasta      |
| ------------------------ | -------- | ---------- | ---------- |
| Adalbert Zafirov         | Bulgaria | 1-7-2016   | 1-9-2016   |
| Valentin Iliev           | Bulgaria | 2-9-2016   | 21-6-2018  |
| Petko Petkov             | Bulgaria | 1-7-2018   | 21-10-2019 |
| Yordan Yurukov           | Bulgaria | 21-10-2019 | 6-6-2020   |
| Krasimir Balakov         | Bulgaria | 6-6-2020   | 23-3-2021  |
| Rosen Kirilov (interino) | Bulgaria | 23-3-2021  | 24-4-2021  |
| Todor Kiselichkov        | Bulgaria | 25-4-2021  | 26-7-2021  |
| Miroslav Mindev          | Bulgaria | 27-7-2021  | 30-8-2021  |
| Nikolay Kirov            | Bulgaria | 3-9-2021   | 20-5-2022  |
| Lyuboslav Penev          | Bulgaria | 28-5-2022  | 9-12-2022  |
| Todor Yanchev            | Bulgaria | 13-12-2022 | 25-5-2023  |
| Atanas Ribarski          | Bulgaria | 25-5-2023  | 15-8-2023  |
| Nikolay Panayotov        | Bulgaria | 15-8-2023  | 5-4-2024   |